# Николаевский сельский совет (Харьковская область)
Николаевский сельский совет — входит в состав 
Двуречанского района Харьковской области
Украины.
Административный центр сельского совета находится в 
селе Николаевка.

## История
- 1943 — дата образования.

## Населённые пункты совета
- село Николаевка
- село Неждановка
- село Павловка
- село Петровка

### Ликвидированные населённые пункты
- село Осоковка